# Torpédovka typu 1937
Torpédovka typu 1937 (jinak též třída T13) byla třída torpédovek německé Kriegsmarine z období druhé světové války. Celkem bylo postaveno devět jednotek této třídy. Čtyři byly ve válce ztraceny. Jednu po jejím skončení provozovalo sovětské námořnictvo.

## Stavba
Jednalo se o vylepšenou verzi předcházejícího typu 35. Mimo jiné měly zvětšený můstek. Celkem bylo postaveno devět jednotek této třídy. Všechny postavila loděnice Schichau v Elbingu. Do služby byly přijaty v letech 1941–1942.
Jednotky třídy:
| Jméno | Založení kýlu | Spuštěna | Vstup do služby | Poznámka                                                                                            |
| ----- | ------------- | -------- | --------------- | --------------------------------------------------------------------------------------------------- |
| T13   | 1938          | 1939     | květen 1941     | Dne 10. dubna 1945 potopena spojeneckým letectvem v úžině Skagerrak.                                |
| T14   | 1938          | 1939     | červen 1941     | Po válce předána USA a roku 1947 Francii jako Dompaire.                                             |
| T15   | 1939          | 1939     | červen 1941     | Dne 13. prosince 1943 potopena náletem v loděnici Deutsche Werke v Kielu.                           |
| T16   | 1939          | 1939     | červenec 1941   | Dne 10. dubna 1945 těžce poškozena spojeneckým letectvem v úžině Skagerrak. Vyřazena, sešrotována.  |
| T17   | 1939          | 1940     | srpen 1941      | Po válce předána Sovětskému svazu jako Poryvistij. Zařazena do sovětského námořnictva. Sešrotována. |
| T18   | 1939          | 1940     | listopad 1941   | Dne 17. září 1944 v Tallinu potopena sovětským letectvem.                                           |
| T19   | 1939          | 1940     | prosinec 1941   | Po válce předána USA a roku 1947 Dánsku. Nezařazena. Sešrotována 1951.                              |
| T20   | 1939          | 1940     | červen 1942     | Po válce předána USA a roku 1946 Francii jako Baccarat. Sešrotována 1951.                           |
| T21   | 1940          | 1940     | červenec 1942   | Po válce předána USA, roku 1946 záměrně potopena v úžině Skagerrak s nákladem chemické munice.      |

## Konstrukce
Výzbroj tvořil jeden 105mm kanón ve věži na zádi, jeden 37mm kanón, tři 20mm kanóny v jednohlavňové lafetaci a dva otočné trojité 533mm torpédomety, umístěné v ose trupu. Doplňovaly je dva vrhače hlubinných pum se zásobou 32 kusů. Unést mohly až 30 námořních min. Pohonný systém tvořily čtyři kotle Wagner a dvě parní turbíny Wagner o výkonu 31 000 hp, pohánějící dva lodní šrouby. Nejvyšší rychlost dosahovala 35,5 uzlu. Dosah byl 1400 námořních mil při rychlosti 19 uzlů.